# Dora and Friends : Au cœur de la ville
 (avril 2019).
Dora l'exploratrice
Dora et ses amis : Au cœur de la ville ou Dora et ses amis au Québec et en Belgique (Dora and Friends: Into the City!) est une série télévisée d'animation américaine en quarante épisodes de 23 minutes, diffusée entre le 18 août 2015 et le 5 février 2018 sur la chaîne Nickelodeon Junior.
En France, elle est diffusée dans TFOU sur TF1 depuis le 30 août 2016,,, puis rediffusée sur Nickelodeon Junior. Au Québec, elle est diffusée à partir du 14 septembre 2016 sur Yoopa.

## Synopsis
Dans cette série dérivée de Dora l'exploratrice, Dora Marquez, désormais âgée de 10 ans, va à l'école en compagnie de ses amis Kate, Naiya, Alana, Emma et Pablo dans sa nouvelle ville située en bord de mer, Playa Verde.

## Fiche technique
- Titre original : Dora and Friends
- Titre français : Dora and Friends : Au cœur de la ville
- Genre : Série d'animation / éducatif / humour
- Création : Chris Gifford
- Réalisation : George Chialtas, Allan Jacobsen, Elizabeth Kwan
- Présentation : Vince Corazza
- Compositeur : Matthew Gerrard
- Thème d'ouverture : Dora and Friends, Into the City
- Pays d'origine :  États-Unis
- Langue : Anglais et Espagnol
- Nombre de saisons : 2
- Nombre d'épisodes : 40
- Société de production : Nickelodeon Productions
- Chaîne d'origine : Nickelodeon Junior, Treehouse TV
- Premier diffusion : 18 août 2014

## Distribution

### Voix originales
- Fátima Ptacek : Dora Marquez
- Isabela Moner : Kate
- Alexandria Suarez : Naiya
- Ashley Earnest : Alana
- Kayta Thomas : Emma
- Eduardo Aristizabal puis Mateo Lizcano : Pablo
- Koda Gursoy : Babouche

### Voix françaises
- Lucile Boulanger : Dora Marquez
- Kelly Marot : Kate, voix additionnelles
- Emmylou Homs : Naiya, voix additionnelles
- Fily Keita : Alana
- Camille Donda : Emma, voix additionnelles
- Olivier Podesta : Pablo
- Bruno Magne : la Carte, le père de Dora et voix additionnelles
- Dolly Vanden : Babouche
- Prisca Demarez, Barbara Beretta, Paolo Domingo, Daniel Beretta, Jean-Claude Donda, Angèle Humeau, Benjamin Bollen, Frédérique Varda, Olivier Constantin : voix additionnelles

- Version française
  - Sociétés de doublage : Chinkel
  - Direction artistique : Claude Lombard
  - Adaptation : Julie Leroy (dialogues), Claude Lombard (chansons)
  - Ingénieur son/Mixage : Françoise Trouy

 Source et légende : version française (VF) sur RS Doublage et carton de doublage.

## Épisodes
| Saison | Saison | Épisodes | États-Unis        | États-Unis     | France          | France        |
| Saison | Saison | Épisodes | Début de saison   | Fin de saison  | Début de saison | Fin de saison |
| ------ | ------ | -------- | ----------------- | -------------- | --------------- | ------------- |
|        | Pilote | Pilote   | 7 août 2011       | 7 août 2011    |                 |               |
|        | 1      | 20       | 18 août 2014      | 5 février 2015 | 30 août 2015    | 2016          |
|        | 2      | 20       | 10 septembre 2015 | 5 février 2017 | 2016            | 2017          |

### Pilote (2011)
1. Dora et les filles exploratrices : Notre Premier Concert (Dora's Explorer Girls: Our First Concert)

### Première saison (2014-2015)
1. La journée d'adoption (Doggie Day)
2. Malencua, la célèbre pirate (We Save a Pirate Ship)
3. Vive la danse ! (Dance Party)
4. La Bague au pouvoir magique (The Magic Ring)
5. Le Bal costumé (The Royal Ball)
6. Au Pays de la Magie (Magic Land!)
7. Dora à l'Opéra de Playa Verde (Dora Saves Opera Land)
8. Le Théâtre de marionnettes (Puppet Theater)
9. L'Île des chevaux disparus (Mystery of the Magic Horses)
10. À la recherche de Mono (The Search for Mono)
11. La Course de l'amitié (Buddy Race)
12. L'Or de la vilaine sirène (Magical Mermaid Adventure)
13. Au secours de la princesse Patattes - première partie (Puppy Princess Rescue - part 1)
14. Au secours de la princesse Papattes - deuxième partie (Puppy Princess Rescue - part 2)
15. Dora au pays des instruments de musique (We Save the Music)
16. Camping en forêt ! (S'more Camping)
17. Dora et l'horloge du zoo (Dora in Clock Land)
18. Farce ou Friandise ! (Trick or Treat)
19. Un dragon à l'école - première partie (Dragon in the School - part 1)
20. Un dragon à l'école - deuxième partie (Dragon in the School - part 2)

### Deuxième saison (2015-2017)
1. Le Livre de Kate (Kate's Book)
2. Retour dans la forêt tropicale (Return to the Rainforest)
3. La Ballerine et le Prince Troll (The Ballerina and the Troll Prince)
4. Le jardin collectif (Community Garden)
5. L'Anniversaire de Pablo (Coconut Cumpleaños)
6. La Journée du cerf-volant (Kite Day)
7. Retour au Mont de l'Arc-en-ciel / Au secours de Chipeur (Return to Rainbow Rock / A Swiper Emergency)
8. Cirque de magique (Magical Night Circus)
9. Kate et la princesse Maribelle (The Princess and the Kate)
10. Le Tournoi de gym artistique (Gymnastics Tournament of Light)
11. Du Foot… à la télé (Soccer Chef)
12. Le Violon d'Emma (Emma's Violin)
13. Le Cirque de la Pleine Lune (Kate Gives Puppets a Hand)
14. Emma et l'oiseau (For the Birds)
15. Le Collier de la Reine (The Lost Necklace)
16. Kate et Quackers (Kate and Quackers)
17. La Fête des chaussettes (A Sockin' Good Party)
18. Alana et Betty, le camion-restaurant (Alana's Food Truck)
19. Frissonne, le Petit bonhomme de neige (Shivers the Snowman)
20. La Montagne des chevaux magiques (The Bridge to Caballee)